# Carsten Schröck
Carsten Schröck (* 1923 in Bremen; † 3. Februar 1973 in Bremen) war ein deutscher Architekt.

## Biografie

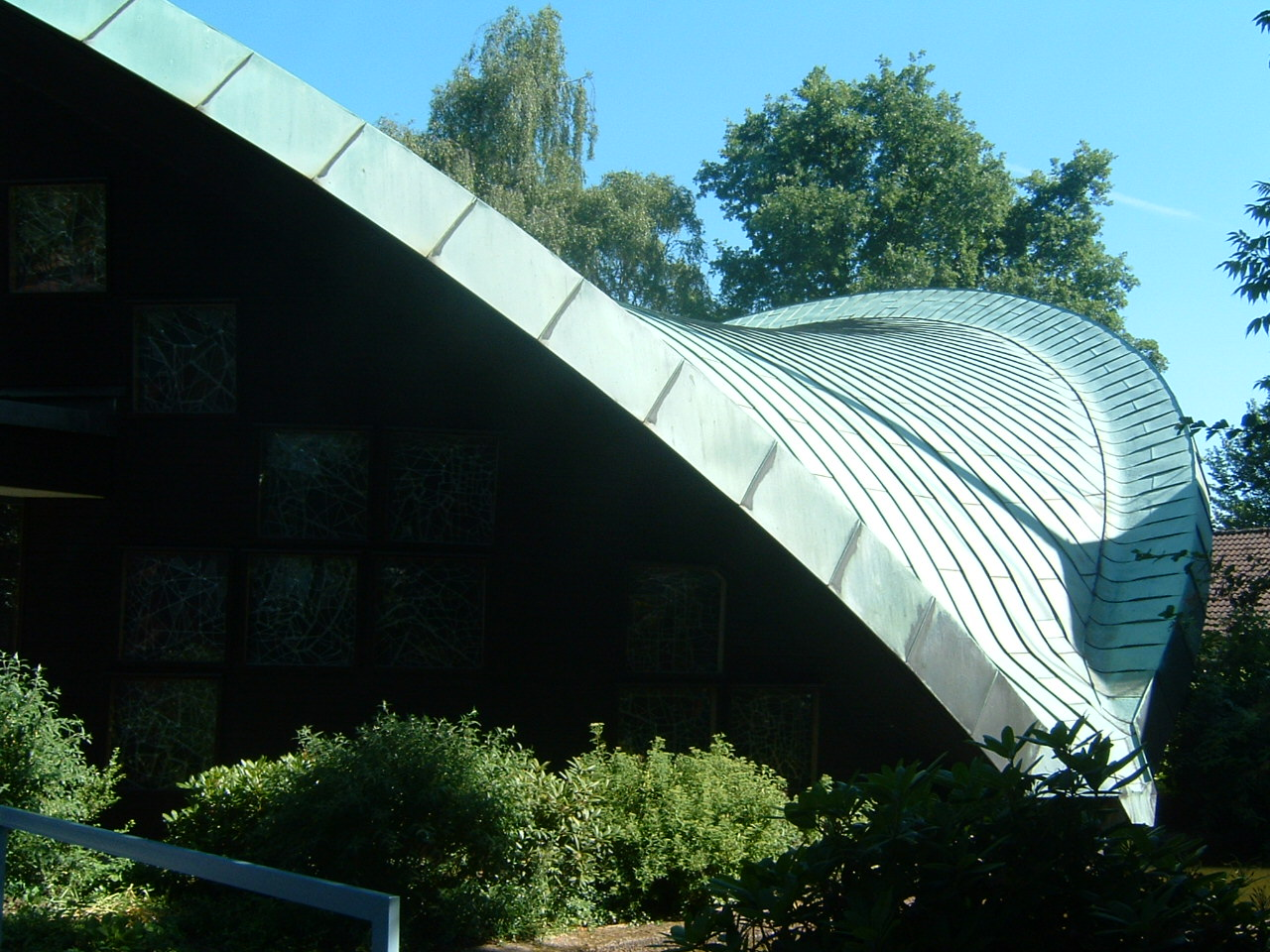
Grolland: St. Lukas-Kirche

Schröck diente nach seinem Abitur (1941) im Zweiten Weltkrieg als Leutnant zur See in der Kriegsmarine auf einem U-Boot-Versorger und war von 1943 bis Sommer 1945 in britischer Kriegsgefangenschaft.
 Schröck studierte ab dem Sommersemester 1946 Architektur an der Technischen Hochschule Braunschweig. Sein Diplom, ein Entwurf für den Aegidienmarkt in Braunschweig, legte er im Sommer 1950 bei Johannes Göderitz als Erstprüfer und Friedrich Wilhelm Kraemer als Zweitprüfer ab, womit Schröck zu den frühen Absolventen der Braunschweiger Schule zählt. Seit 1950 wirkte er im Büro von Herbert Anker in Bremen. Hier gewann er den Wettbewerb für ein Parkhaus. 1951/52 plante er mit Carl Rotermund das Ilsabeenstift in Bremen-St-Magnus und mit Anker das Gemeindehaus von St. Stephani in Bremen.
Er gründete um 1952/53 ein Architekturbüro in Bremen. 1953 gewann er einen Wettbewerb für die Jugendherberge Bremen. Der erste Verkehrspavillon von 1954 auf dem Bremer Bahnhofsplatz stammte aus seinem Büro. Beim Wettbewerb für die Stadthalle Bremen um 1960 gewann er den zweiten Preis. 1968 erfolgte die Erweiterung zur Architektengruppe Schröck mit dem langjährigen Mitarbeiter Fritz Busse als Partner. 1966 wurde von beiden zusammen mit Horst Rosengart das Architekturbüro für Tropenbau gegründet, das Bauten in Togo und Ghana plante.
Die jüngeren bremer Architekten der „Moderne“ Ahlers, Behérycz, Brede, Budde und Schröck trafen sich regelmäßig zum fachlichen Gedankenaustausch in der von ihnen so benannten „Cementrunde“. Eng war die Zusammenarbeit mit Budde, die 1957 gemeinsam beim Architektenwettbewerb Stadthalle den zweiten Platz gewannen mit einem kühnen Entwurf eines Seilnetzhängedachs, wobei Frei Otto sie technisch beriet. Beide entwickelten bis 1961 mit Otto das nicht realisierte Projekt eines riesigen Seilnetzdachs über den Neustädter Hafen. Nicht realisiert wurde der Wettbewerbsentwürfe für eine Seilnetzdachkonstruktion über die Sögestraße.

In den 1960/70er Jahren war deshalb sein Büro in einer Bürogemeinschaft mit Hans Budde, Hermann Brede und Peter Ahlers am Breitenweg in Bremen vereinigt.
Nach zehnjähriger Mitarbeit wurde Rosengart 1972 ebenfalls Partner. Seit dem Tode Schröcks führen Fritz Busse, Heinrich Meyerdierks, Horst Rosengart, Rainer Schürmann und Ulf Sommer das Büro in Partnerschaft weiter.
Schröck starb früh, im Alter von 49 Jahren, aber er hat in seiner freiberuflichen Tätigkeit ein charakteristisches und vielschichtiges Werk geschaffen. Er war ein experimentierfreudiger und einfallsreicher Architekt. Bemerkenswert sind seine konstruktiven Experimente mit Seilnetzdächern, die er zusammen mit Frei Otto plante oder auch durchführte.
Schröcks Schwerpunkt war der Kirchenbau mit zehn Kirchenzentren in und um Bremen, drei davon in Bremen-Huchting. Auch seine Bautätigkeit in West-Afrika ab Mitte der 1960er Jahre hat interessante Aspekte mit sich gebracht. Darüber hinaus plante und baute er in und um Bremen unter anderem Wohnhäuser, eine Bank, das Kaffeehaus am Emmasee.

## Bekannteste Werke

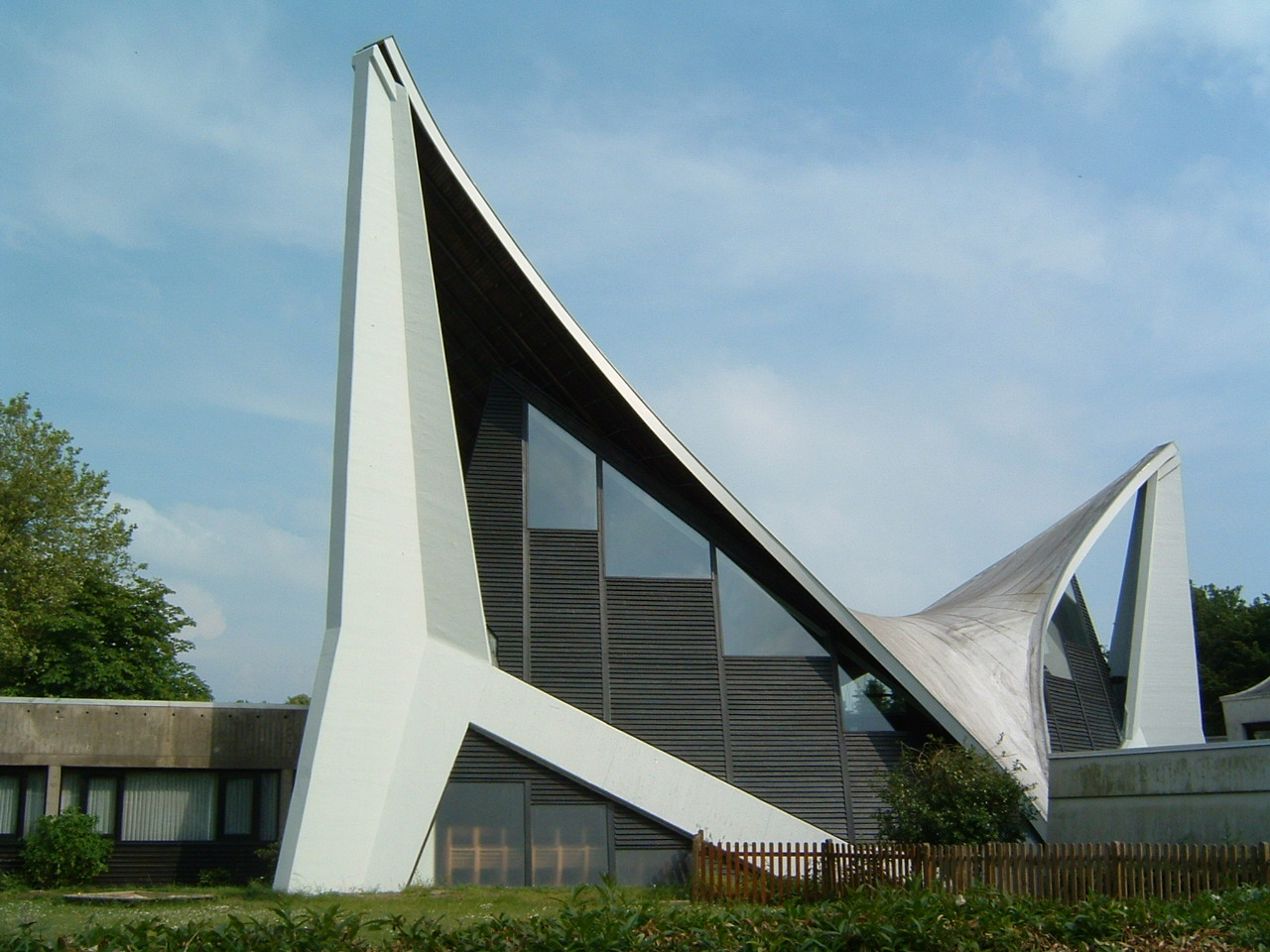
Mittelshuchting: Bonhoeffergemeinde

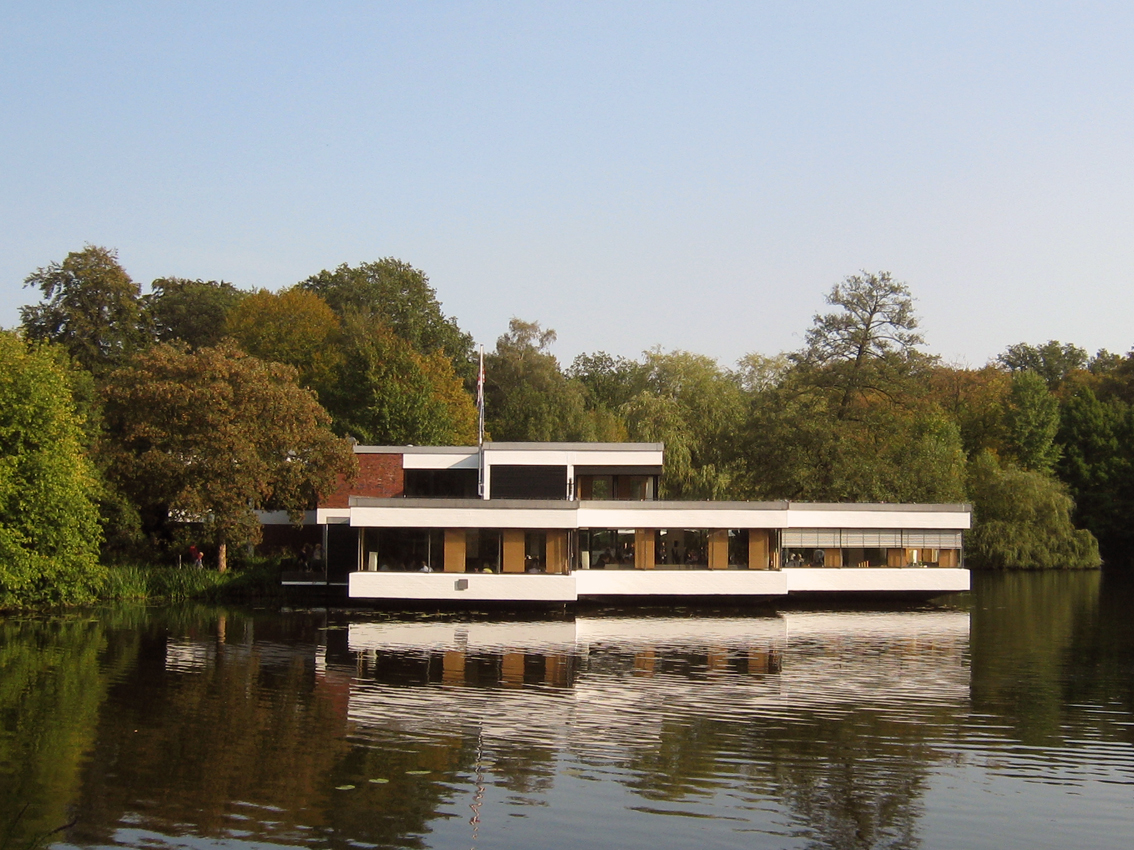
Kaffeehaus am Emmasee

- 1951–1952: Ilsabeen-Stift zusammen mit Rosengarten und Carl Rotermund in Bremen-St. Magnus
- 1952: Zentraler Omnibusbahnhof (ZOB) und der Verkehrspavillon vor dem Hauptbahnhof (beide abgerissen).
- 1955–1957: Planungen am Neuen Stephaniviertel in Bremen
- 1955: Haus der Jugend und Jugendherberge an der Weser in Bremen-Stephaniviertel
- 1956–1957: Verteilerstelle des Hafenvertriebsvereins, Lloydstraße 46, Bremen[2]
- 1956: Kirche und Gemeindezentrum der Zionsgemeinde in Bremen
- 1957: Wettbewerb für eine Stadthalle in Bremen (2. Preis), (mit Hans Budde)[3]
- 1958: Eigenheime am Stephani-Kirchhof, Bremen[4]
- 1958–1959: Die Kirche der evangelische Auferstehungsgemeinde in Bremen-Hastedt zwischen Drakenburger Straße und Malerstraße
- 1962: Ökumenisches Studentenwohnheim Vahrer Straße
- 1960: Kaffeehaus am Emmasee im Bremer Bürgerpark (zusammen mit Budde) (BDA-Preis 1974).
- 1960: Haus der Kirche der Bremischen Evangelischen Kirche am Franziuseck an der Weser.
- 1962–1963: Bremer Volksbank an der Domsheide
- 1964: St. Lukas-Kirche in Grolland. Das bemerkenswerte Dach besteht aus einem vorgespannten Seilnetz, das mit Holzlamellen überspannt wurde.
- 1965–1967: Martin-Luther-Kirche in Hoya (Weser). Dreieckiges Kirchgebäude.
- 1967: Petruskirche Bremerhaven-Grünhöfe in Bremerhaven-Geestemünde, Ortsteil Grünhöfe
- 1974: Katharinen-Hochgarage an der Katharinen-Passage in der Altstadt; BDA-Belobigung
- 1971: Dietrich-Bonhoeffer-Gemeindezentrum Huchting
- 1973: Gemeindezentrum der evangelisch-lutherischen Gemeinde Lüssum in Blumenthal, Ortsteil Lüssum